# Západolužická pahorkatina a vrchovina
Západolužická pahorkatina a vrchovina (německy Westlausitzer Hügel- und Bergland, hornolužickosrbsky Zapadołužiska pahórčina) je geomorfologická jednotka, přírodní prostor v německé spolkové zemi Sasko. Její rozloha je 955,76 km² a nejvyšším bodem je Hochstein (449 m).

## Přírodní poměry
Východní část nazývaná Západolužické předhůří představuje severozápadní svahy Šluknovské pahorkatiny. Rozprostírá se mezi Saským Švýcarskem na jihu, Šluknovskou pahorkatinou na jihovýchodě, Hornolužickou planinou na severovýchodě, Hornolužickou krajinou vřesovišť a rybníků na severovýchodě a Königsbrücksko-Ruhlandskými vřesovišti na severozápadě. Západní část Lužická plošina na severozápadě sousedí s Großenhainskou plošinou, na jihozápadě a jihu s Drážďanským labským údolím a na jihovýchodě se minimálně dotýká Saského Švýcarska.
Ve východní části Lužické pahorkatiny a vrchoviny je krajina velmi rozmanitá. V kopcovité krajině s nadmořskou výškou mezi 250 a 300 metry a v nízkém reliéfu jsou zasazené hřbety vysoké mezi 350 až 450 metrů, které jsou osamocené a jen zřídka vzájemně propojené. Ve střední a východní části je hlavní podložní horninou granodiorit, který se na mnoha místech těžil jako stavební kámen. Na severu převládá droba a na západě syenit. Tento horninový podklad částečně pokrývají mladší sedimenty. Na východě jsou to sprašové deriváty až písčité spraše a na západě písky.
Srážky se pohybují mezi 650 mm na západním okraji až 900 mm v nejvyšších partiích. Roční průměrné teploty klesají od 8,5 °C na západě v okolí Moritzburgu až pod 7,5 °C na hřebenech hor na východě. Potenciální přirozenou vegetací jsou převážně bučiny asociace Luzulo-Fagetum.

## Členění
- Westlausitzer Hügel- und Bergland (Západolužická pahorkatina a vrchovina)
  - Westlausitzer Vorberge (Západolužické předhůří)
  - Lausitzer Platte (Lužická plošina)